# Linsleychroma monnei
Linsleychroma monnei là một loài bọ cánh cứng trong họ Cerambycidae.